# أندي برنال
أندي برنال (بالإنجليزية: Andy Bernal)‏ مواليد 16 مايو 1966 في كانبرا، هو لاعب كرة قدم أسترالي سابق كان يلعب كمدافع.

## المسيرة الاحترافية

### أندية لعب لها
- نادي خيريث (إسبانيا)
- ريال سبورتينغ خيخون
- نوتينغهام فورست
- إيبسويتش تاون
- نادي سيدني أوليمبيك
- نادي ريدينغ

## روابط خارجية
- أندي برنال على موقع قاعدة بيانات كرة القدم.إي يو (الإنجليزية)
- أندي برنال على موقع ناشيونال فوتبول تيمز (الإنجليزية)